# واشینگتن (تاین و ویر)

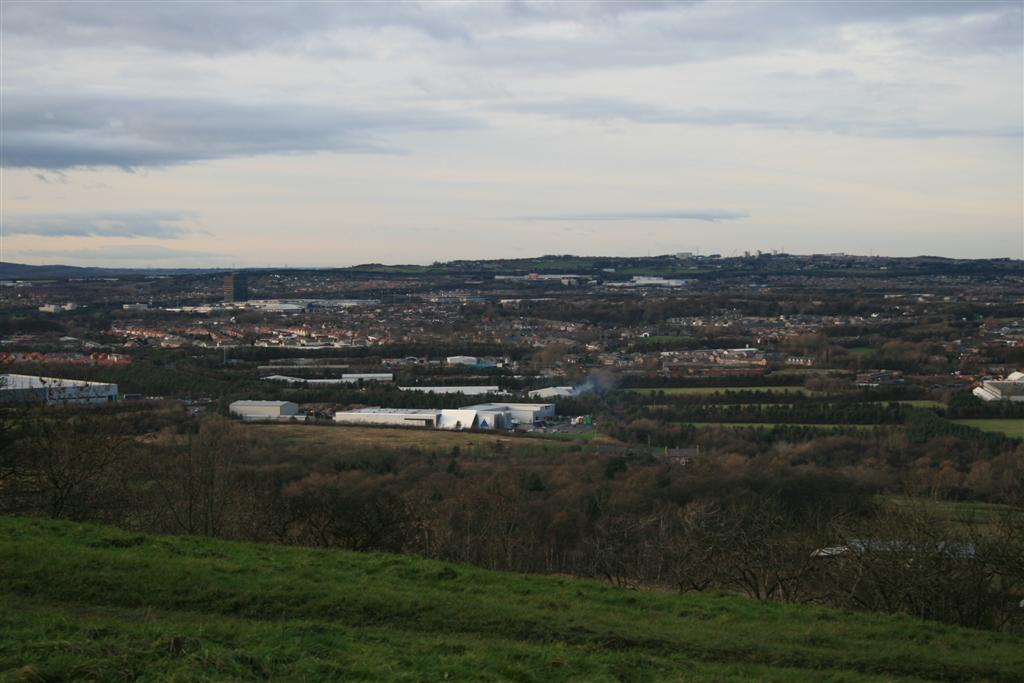
نمایی از شهر واشینگتن

واشینگتن (به انگلیسی: Washington) نام شهر کوچکی در منطقه تاین و ویر در شمال شرقی انگلستان با جمعیتی معادل ۵۳٬۳۸۸ نفر است.
این شهر محل زندگی اجداد جرج واشینگتن نخستین رئیس‌جمهور ایالات متحده آمریکا بوده‌است.
فاصله واشینگتن از شهرهای نیوکاسل، دورهام و ساندرلند تقریباً یکسان است و به علت همین موقعیت جغرافیایی در طول تاریخ با هر سه شهر ارتباط فرهنگی و تجاری داشته‌است.

## خانواده جرج واشینگتن
ویلیام د وسینگتون (به انگلیسی: William de Wessyngton) جد بزرگ جرج واشینگتن در شهر واشینگتن در شمال شرقی انگلستان ساکن بود. خانه باستانی این خانواده موسوم به «اولد هال» در شهر واشینگتن هنوز پابر جا است و پس از مرمت تبدیل به موزه شده‌است.
خانواده وی بعدها به منطقه اسکس در جنوب شرقی انگلستان مهاجرت کردند. هنگامی که جان واشینگتن - جد جرج واشینگتن - از اسکس به مستعمره ویرجینیا (ایالت ویرجینیای امروزی) مهاجرت می‌کرد، نگارش نام خانوادگی‌اش به واشینگتن تغییر پیدا کرده بود. بدین ترتیب نام این شهر کوچک در شمال شرقی انگلستان از طریق نواده‌اش بر پایتخت کشور ایالات متحده گذاشته شد.

## صنایع
شهر واشینگتن به‌طور سنتی دارای صنعت استخراج زغال‌سنگ بوده‌است. یکی از معادن قدیمی زغال‌سنگ به نام «معدن F» هم‌اکنون به صورت موزه درآمده است. صنایع شیمیایی نیز در اواخر قرن نوزدهم به یکی از بزرگترین صنایع منطقه تبدیل شدند.
امروزه صنایع الکترونیک، نساجی و خودروسازی از صنایع اصلی در این منطقه قلمداد می‌شوند. شعبه بریتانیایی شرکت نیسان و سازنده خودروی نیسان قشقایی بزرگترین شرکت متعلق به بخش خصوصی در منطقه ساندرلند است.

## ریشه نام شهر
ریشه واژه Washington در زبان انگلیسی به‌طور قطع مشخص نیست و چندین نظریه در مورد آن وجود دارد. بر اساس یکی از نظریات، این واژه در اصل یک واژه انگلوساکسون به شکل Hwæsingatūn و به معنای «مِلک خانواده واسا (Wæsa) بوده‌است. بر اساس نظریه‌ای دیگر، ریشه واژه واشینگتن کلمه Wascandun به معنای «تپه شست‌وشوی» بوده‌است.